# La Chenille (manga)
Pour les articles homonymes, voir La Chenille.
La Chenille (芋虫, Imomushi) est un seinen manga de type ero guro de Suehiro Maruo prépublié dans le Monthly Comic Beam et publié en 2009 par Enterbrain. La version française est éditée par Le Lézard noir en 2010.
L'œuvre est adaptée du roman du même nom de Ranpo Edogawa publié en 1929.

## Analyse
Pour Stéphane Beaujean de dBD, « Maruo, comme Edogawa Ranpo en son temps, chante l'éloge d'une « beauté idéale » (...) tous deux mettent en scène avec une pointe de plaisir vicieux la destruction de la « beauté pure » ».

## Publication
| no | Japonais        | Japonais          | Français       | Français          |
| no | Date de sortie  | ISBN              | Date de sortie | ISBN              |
| -- | --------------- | ----------------- | -------------- | ----------------- |
| 1  | 26 octobre 2009 | 978-4-04-726085-6 | octobre 2010   | 978-2-353-48023-4 |

## Distinctions
Le manga est retenu en Sélection officielle du Festival d'Angoulême 2011.

### Édition japonaise
Enterbrain
1. 1 2  (ja) « Tome 1 ».

### Édition française
Le Lézard noir
1. 1 2  (fr) « Tome 1 ».